# دانيال بار
دانيال باهر (بالألمانية: Daniel Bahr)؛ (4 نوفمبر 1976 -)، سياسي ألماني ينتمي إلى الحزب الديمقراطي الحر (FDP). شغل منصب وزير الصحة لجمهورية ألمانيا الاتحادية منذ يوم 12 مايو 2011 وحتى 17 كانون الأول 2013.

## روابط خارجية
- دانيال بار على موقع مونزينجر (الألمانية)